# اسراف
اسراف، از اصطلاحات اسلامی است و از گناهان محسوب می‌شود. این واژه در لغت به معنای تجاوز از حد میانه و اعتدال است و منظور از وسط، حدی میانه افراط و تفریط است. در تعریف معنای اصطلاحی اسراف، آنچه از کلمات فقها بر می‌آید، کاری است که غرضی عقلایی برای آن تصور نشود . در این تعریف، صرف مال در موردی فراتر از حد مطلوب نزد عقلا اسراف است.

## تفاوت اسراف و تبذیر
با توجه به معنای اصطلاحی اسراف، اسراف نسبت به تبذیر معنایی اعم دارد. از جمله تفاوت‌های اسراف و تبذیر، تخصیص واژه تبذیر به مال است و در مقابل اسراف، در مال و اعمال آدمی کاربرد دارد.

## در فقه
اسراف در کتب فقهی به صورات مجزا دارای بابی مستقل نمی‌باشد و فقها به مناسبت در ضمن مطالب باب‌های مختلفی، از اسراف گزارش‌هایی را داشته‌اند. با این وجود، اسراف از باب حکم تکلیفی حرام است و بنابر نظر برخی فقها، حرمت آن از ضروریات دین است. گروهی نیز اسراف را از گناهان کبیره یاد کرده‌اند. حکم وضعی مترتب بر این فرع فقهی، مسئله ضمان است، همچون ضمان ولی یتیم در اسراف کردن مال یتیم. اسراف از جمله احکامی است که ممکن است نسبت به افراد متفاوت باشد و به گونه‌ای که عملی برای شخصی اسراف تلقی شود و برای دیگر چنین حکمی نداشته‌باشد. مکارم شیرازی در تشخیص اسراف از غیر اسراف دو شرط را گزارش کرده‌است:
- مصرف مال به هدر رفتن و تلف شدن آن بینجامد
- مصرف بیش از حد نیاز فرد باشد

## در آیات و روایات
در قرآن ۲۳ بار از واژه اسراف یاد شده‌است. در یکی آیه ۳۱ اعراف آمده‌است که: «یَا بَنِی آدَمَ خُذُوا زِینَتَکُمْ عِنْدَ کُلِّ مَسْجِدٍ وَکُلُوا وَاشْرَبُوا وَلَا تُسْرِفُوا إِنَّهُ لَایُحِبُّ الْمُسْرِفِینَ»؛ یعنی: ای فرزندان آدم! زینت خود را به هنگام رفتن به مسجد، با خود بردارید؛ و (از نعمت‌های الهی) بخورید و بیاشامید؛ ولی اسراف نکنید که خداوند مسرفان را دوست ندارد. شبیه همین مطلب در آیه ۲۶ و ۲۷ سوره اسراء نیز آمده‌است.
جعفر صادق در روایتی نسبت به اسراف می‌گوید: «چه بسا فقیری که از شخص غنی اسراف کارتر است، زیرا شخص غنی از دارایی خود (مسرفانه) هزینه می‌کند؛ ولی فقیر با آنکه ندارد چنین می‌کند» از علی بن ابی‌طالب گزارش شده‌است که: «بر تو باد به پرهیز از اسراف، زیرا آن کار شیطانی است»